# Castellvell (Olius)
|  | Per a altres significats, vegeu «Castellvell (cim d'Olius)». |

Castellvell és una entitat de població del municipi d'Olius, a la comarca catalana del Solsonès. Malgrat això, el poble va ésser un municipi independent fins a mitjan segle xix.

## Demografia
| Evolució demogràfica |            |            |            |                   |                   |                   |       |
| Any                  | Nucli urbà | Nucli urbà | Nucli urbà | Poblament dispers | Poblament dispers | Poblament dispers | Total |
| Any                  | Homes      | Dones      | Total      | Homes             | Dones             | Total             | Total |
| 2000                 | 0          | 0          | 0          | 25                | 24                | 49                | 49    |
| 2001                 | 0          | 0          | 0          | 24                | 25                | 49                | 49    |
| 2002                 | 0          | 0          | 0          | 22                | 23                | 45                | 45    |
| 2003                 | 0          | 0          | 0          | 21                | 24                | 45                | 45    |
| 2004                 | 0          | 0          | 0          | 18                | 22                | 40                | 40    |
| 2005                 | 0          | 0          | 0          | 17                | 21                | 38                | 38    |
| 2006                 | 0          | 0          | 0          | 16                | 21                | 37                | 37    |
| 2007                 | 0          | 0          | 0          | 16                | 21                | 37                | 37    |
| 2008                 | 0          | 0          | 0          | 17                | 19                | 36                | 36    |
| Font: INE            |            |            |            |                   |                   |                   |       |